# Автошлях Т 1625
Автошля́х Т 1625 — автомобільний шлях територіального значення в Одеській області. Проходить територією Роздільнянського та Одеського районів через пункт контролю Кучурган — Біляївку — Маяки — Овідіополь. Загальна довжина — 74,5 км.
У межах Роздільнянського району проходить через Лиманську ОТГ.

## Маршрут
Автошлях проходить через такі населені пункти:
| Автошлях Т 1625           |           |
| Одеська область           |           |
| Роздільнянський район     |           |
| Кучурган (пункт контролю) |           |
| Кучурган                  | E58М16Р33 |
| Лиманське                 |           |
| Одеський район            |           |
| Градениці                 |           |
| Троїцьке                  |           |
| Яськи                     |           |
| Біляївка                  | Т 1619    |
| Маяки                     | E87М15    |
| Надлиманське              |           |
| Миколаївка                |           |
| Калаглія                  |           |
| Овідіополь                | Н33Т 1641 |